# إيجي تسوبورايا
إيجي تسوبورايا (باليابانية: 円谷 英二) ولد في سوكاغاوا، فوكوشيما في اليابان عام 1901 وتوفي سنة 1970 في إتو (شيزوكا) في اليابان عن عمر يناهز الثامنة والستون. كان تسوبورايا مدير المؤثرات الخاصة للعديد من أفلام الخيال العلمي اليابانية، وكان أحد مبتكرين سلسلة غودزيلا الشهيرة، فضلا انه مبتكر شخصية الترامان.

## غودزيلا
بدأ تسوبورايا حياته المهنية كمصور سينمائي، وصنع تقنيات التصوير المبتكرة، بما في ذلك أول استخدام لرافعة الكاميرا في ألافلام اليابانية وابتكار بعض الخدع البصرية في التصوير، جعلته معروفا كأحد أهم المتخصصين في مجال المؤثرات البصرية في اليابان.
عام 1938، التحق تسوبورايا للعمل في استوديوهات توهو طوكيو، كرئيس لقسم التقنيات البصرية الخاصة الذي قام بإنشائه. كان تسوبورايا من الفريق المبتكر لشخصية غودزيلا الوحش العملاق الخيالي، برفقة المخرج الياباني إيتشيرو هوندا. منذ ذلك الحين أصبح غودزيلا شخصية مشهورة في جميع أنحاء العالم حيث ظهر في 28 فيلما من إنتاج شركة توهو.

## الجوائز
لعمله على فيلم غودزيلا عام 1945، حصل إيجي تسوبورايا على أول جوائزة «جائزة استخدام التقنية في الأفلام». حيث انه قام باختراع تقنية مختلفة عن المستخدمة في تلك الفترة وهي إيقاف الحركة، والتي تعرف بتقنية الإطارات الثابتة أو فن التصوير المتعاقب، وهي تقنية تحريك الرسوم والصور عن طريق التلاعب بها لتظهر وكأنها تتحرك ذاتيًا، يحدث ذلك عن طريق تصوير الغرض -الجسم المراد تحريكه- صورًا متعاقبة، مع إضافة تغيير بسيط في كل صورة، بحيث يكون الفرق بين أي صورة والصورة التي تليها هو حركة بسيطة لا تتعدى 1/24 من الثانية من زمن الحركة الطبيعي. لكن تقنية تسوبورايا تقوم على استخدم رجل وألبسه بدلة مطاطية ثقيلة للوحش والتي قام هو بابتكرها، الآن هذه التقنية في التصوير مرتبطة كثيرا بأفلام والمسلسلات التلفزيونية كايجو اليابانية.
يعرف أسلوب (تقنية)إيجي تسوبورايا الآن باسم توكوساتسو، حيث ينطوي هذا الأسلوب على تصوير أجسام حقيقية مفصلة للغاية بشكل إبداعي، مثل مجموعات مصغرة وممثلين يرتدون بدلات الوحوش، لتصوير مشاهد مقنعة لوحوش عملاقة في مناظر المدينة الفعلية. وتوكوساتسو هو مختصر لـ tokushu satsuei، والذي يعني حرفيا ”التصوير الخاص“. في الوقت الحاضر، فإن المصطلح له معنيان مختلفان: الأول كونه أسلوب يستخدم لتصوير الأشياء أو الأجسام التي يصعب عادة تصويرها. والثاني كونه أيضاً نوع الأفلام أو المسلسلات التلفزيونية التي تعتمد اعتمادا كبيرا على تقنيات ”التصوير خاص“، كما رأينا في أعمال مثل غودزيلا أو الترامان.

## وصلات خارجية
- المزيد عن المؤثرات الخاصة اليابانية
- إيجي تسوبورايا على موقع IMDb (الإنجليزية)
- إيجي تسوبورايا على موقع تيرنر كلاسيك موفيز (الإنجليزية)
- إيجي تسوبورايا على موقع أول موفي (الإنجليزية)
- إيجي تسوبورايا على موقع قاعدة بيانات الأفلام السويدية (السويدية)
- إيجي تسوبورايا على موقع قاعدة بيانات الفيلم (الإنجليزية)
- إيجي تسوبورايا على موقع كينوبويسك (الروسية)